# Burg Oberrotweil
Die Burg Oberrotweil ist eine abgegangene Niederungsburg im Flurbereich „Burg“ an der Einmündung des Eschbachtals in das Krottenbachtal südlich von Oberrotweil, einem heutigen Stadtteil von Vogtsburg im Kaiserstuhl im Landkreis Breisgau-Hochschwarzwald in Baden-Württemberg.
Vermutlich wurde die Burg im 12. Jahrhundert erbaut, da ein Niederadelsgeschlecht „de Rotwile“ vom 12. bis Anfang des 14. Jahrhunderts nachweisbar ist.
Von der ehemaligen Burganlage auf einem Burgplateau mit einem Durchmesser von 70 mal 40 Metern ist nichts erhalten.